# Topología del orden (análisis funcional)
En matemáticas, específicamente en teoría del orden y análisis funcional, la topología del orden de un espacio vectorial ordenado {\displaystyle (X,\leq )} es la topología más fina en un espacio vectorial topológico (EVT) localmente convexo en {\displaystyle X} para el que cada intervalo de orden está acotado, donde un intervalo de orden en {\displaystyle X} es un conjunto de la forma {\displaystyle [a,b]:=\left\{z\in X:a\leq z{\text{and }}z\leq b\right\}} en el que {\displaystyle a} y {\displaystyle b} pertenecen a {\displaystyle X.}
La topología del orden es una topología importante que se usa con frecuencia en la teoría de espacios vectoriales topológicos ordenados porque la topología surge directamente de las propiedades algebraicas y teóricas del orden de {\displaystyle (X,\leq ),} en lugar de alguna topología que {\displaystyle X} comience a tener. Esto permite establecer conexiones íntimas entre esta topología y las propiedades algebraicas y teóricas del orden de {\displaystyle (X,\leq ).} Para muchos espacios vectoriales topológicos ordenados que surgen en el análisis matemático, sus topologías son idénticas a la topología del orden.

## Definiciones
La familia de todas las topologías localmente convexas en {\displaystyle X} para las que cada intervalo de orden está acotado no está vacía (ya que contiene la topología más gruesa posible en {\displaystyle X}) y la topología del orden es el límite superior de esta familia.
Un subconjunto de {\displaystyle X} es un entorno del origen en la topología del orden si y solo si es convexo y absorbe todos los intervalos del orden en {\displaystyle X.}
Una vecindad del origen en la topología del orden es necesariamente un conjunto absorbente porque {\displaystyle [x,x]:=\{x\}} para todos los {\displaystyle x\in X.}
Para cada {\displaystyle a\geq 0,}, considérese que {\displaystyle X_{a}=\bigcup _{n=1}^{\infty }n[-a,a]} y asignese a {\displaystyle X_{a}} su topología del orden (lo que lo convierte en un espacio normal).
El conjunto de todos los {\displaystyle X_{a}} se dirige bajo inclusión y si {\displaystyle X_{a}\subseteq X_{b}} entonces la inclusión natural de {\displaystyle X_{a}} en {\displaystyle X_{b}} es continua.
Si {\displaystyle X} es un espacio vectorial ordenado regularmente sobre los números reales y si {\displaystyle H} es cualquier subconjunto del cono positivo {\displaystyle C} de {\displaystyle X} que es cofinal en {\displaystyle C} (por ejemplo, {\displaystyle H} podría ser {\displaystyle C}), entonces {\displaystyle X} con su topología del orden es el límite inductivo de {\displaystyle \left\{X_{a}:a\geq 0\right\}} (donde las aplicaciones de enlace son las inclusiones naturales).
La estructura reticular puede compensar en parte cualquier falta de unidad de orden:
| Teorema Sea {\displaystyle X} un retículo vectorial dotado de un orden regular, y sea {\displaystyle C} su cono positivo. Entonces, la topología del orden en {\displaystyle X} es la topología localmente convexa más fina en {\displaystyle X} para la cual {\displaystyle C} es un cono normal. También es lo mismo que la topología de Mackey inducida sobre {\displaystyle X} con respecto a la dualidad {\displaystyle \left\langle X,X^{+}\right\rangle .} |

En particular, si {\displaystyle (X,\tau )} es un retículo de Fréchet ordenado sobre números reales, entonces {\displaystyle \tau } es la topología ordenada en {\displaystyle X} si y solo si el cono positivo de {\displaystyle X} es un cono normal en {\displaystyle (X,\tau ).}
Si {\displaystyle X} es un espacio de Riesz ordenado regularmente, entonces la topología ordenada es la topología del EVT localmente convexa más fina en {\displaystyle X}, lo que convierte a {\displaystyle X} en un retículo vectorial localmente convexo. Si además {\displaystyle X} tiene un orden completo, entonces {\displaystyle X} con la topología del orden es un espacio barrilado y cada descomposición de banda de {\displaystyle X} es una suma topológica directa para esta topología.
En particular, si el orden de un retículo vectorial {\displaystyle X} es regular, entonces la topología del orden la genera la familia de todas las seminormas reticulares en {\displaystyle X.}.

## Propiedades
En todo momento, {\displaystyle (X,\leq )} será un espacio vectorial ordenado y {\displaystyle \tau _{\leq }} denota la topología del orden en {\displaystyle X.}
- El dual de {\displaystyle \left(X,\tau _{\leq }\right)} es el orden enlazado dual {\displaystyle X_{b}} de {\displaystyle X.}[3]
- Si {\displaystyle X_{b}} separa puntos en {\displaystyle X} (por ejemplo, si {\displaystyle (X,\leq )} es regular), entonces {\displaystyle \left(X,\tau _{\leq }\right)} es un EVT localmente convexo bornológico.[3]
- Cada operador lineal positivo entre dos espacios vectoriales ordenados es continuo para las topologías del orden respectivas.[3]
- Cada unidad de orden de un EVT ordenado está dentro del cono positivo de la topología del orden.[3]
- Si el orden de un espacio vectorial ordenado {\displaystyle X} es un orden regular y si cada secuencia positiva de tipo {\displaystyle \ell ^{1}} en {\displaystyle X} es de orden sumable, entonces {\displaystyle X} dotado de su topología del orden es un espacio barrilado.[3]
- Si el orden de un espacio vectorial ordenado {\displaystyle X} es un orden regular y si para todo {\displaystyle x\geq 0} e {\displaystyle y\geq 0} se cumple que {\displaystyle [0,x]+[0,y]=[0,x+y]}, entonces el cono positivo de {\displaystyle X} es un cono normal en {\displaystyle X} cuando {\displaystyle X} está dotado de la topología del orden.[3] En particular, el espacio dual continuo de {\displaystyle X} con la topología del orden será el orden dual {\displaystyle X}+.
- Si {\displaystyle (X,\leq )} es un espacio vectorial ordenado arquimedianamente sobre los números reales que tiene una unidad de orden, y haciendo que {\displaystyle \tau _{\leq }} denote la topología del orden en {\displaystyle X.} Entonces, {\displaystyle \left(X,\tau _{\leq }\right)} es un espacio vectorial topológico ordenado que es normable, {\displaystyle \tau _{\leq }} es la topología del EVT localmente convexa más fina en {\displaystyle X} tal que el cono positivo es normal , y las siguientes proposiciones son equivalentes:[3]

1. {\displaystyle \left(X,\tau _{\leq }\right)} está completo.
2. Cada secuencia positiva de tipo {\displaystyle \ell ^{1}} en {\displaystyle X} es de orden sumable.

- En particular, si {\displaystyle (X,\leq )} es un espacio vectorial ordenado arquimedianamente que tiene una unidad de orden, entonces el orden {\displaystyle \,\leq \,} es un orden regular y {\displaystyle X_{b}=X^{+}.}[3]
- Si {\displaystyle X} es un espacio de Banach y un espacio vectorial ordenado con una unidad de orden, entonces la topología de {\displaystyle X} es idéntica a la topología del orden si y solo si el cono positivo de {\displaystyle X} es un cono normal en {\displaystyle X.}[3]
- Un homomorfismo de un retículo vectorial {\displaystyle X} sobre {\displaystyle Y} es un homomorfismo topológico cuando a {\displaystyle X} e {\displaystyle Y} se les dan sus respectivas topologías de orden.[4]

## Relación con subespacios, cocientes y productos
Si {\displaystyle M} es un subespacio vectorial sólido de un retículo vectorial {\displaystyle X,}, entonces la topología del orden de {\displaystyle X/M} es el cociente de la topología del orden en {\displaystyle X.}

## Ejemplos
La topología del orden de un producto finito de espacios vectoriales ordenados (este producto tiene su orden canónico) es idéntica a la topología producto de los espacios vectoriales ordenados constituyentes (cuando a cada uno se le da su topología del orden).